# Eleonora Schmitt
Eleonora Margarida Josephina Schmitt (São Paulo, 23 de agosto de 1931) é uma nadadora brasileira, que participou de uma edição dos Jogos Olímpicos pelo Brasil.

## Trajetória esportiva
Filha de alemães que migraram para o Brasil em 1920, recebeu da família estímulo para praticar esportes; o pai fazia saltos ornamentais e a mãe era ginasta. Eram sócios do Germânia, atual Esporte Clube Pinheiros e, durante a Segunda Guerra Mundial foram convidados a se retirar do clube por serem de origem alemã.
Em 1946, voltou ao clube para treinar saltos ornamentais e, depois de cinco meses de treinamento, foi medalhista no campeonato sul-americano no trampolim de três metros e na plataforma de 10 metros.
Em março de 1948 conquistou a vaga para os Jogos Olímpicos de Londres mas, por determinação da CBDA, a equipe feminina de saltos ornamentais não iria. Foi, então, informada pelo técnico Sato, do Pinheiros, de que ainda havia vagas na natação; treinou por dois meses e conseguiu a vaga dos 100 metros nado livre na última seletiva, na piscina do Fluminense. Seu pai era contrário a sua participação em Londres, porque Eleonora tinha apenas 16 anos, mas o nadador Willy Otto Jordan ficou responsável por cuidar da jovem atleta. No avião, na viagem de ida, foi uma das poucas que não se importaram em sentar ao lado de um negro, Adhemar Ferreira da Silva, de quem se tornou grande amiga. Já em Londres, aprendeu a virada olímpica, exigida na competição, mas desconhecida dos brasileiros. Na prova dos 100 metros nado livre, terminou em 19º lugar; e no revezamento 4x100 metros nado livre, ficou em sexto lugar, junto com Maria Angélica Leão da Costa, Talita Rodrigues e Piedade Coutinho. Ela também nadou os 100 metros livre, não chegando à final da prova. Depois dos Jogos, parou de treinar natação e voltou aos saltos ornamentais.
Em 1949 foi campeã paulista, brasileira e sul-americana nas provas do trampolim de 3 metros e da plataforma de 10 metros.
No início da década de 1960 parou de treinar e se dedicou à família.